# Гомирие
Гомирие е най-западният православен манастир на Балканите. Носи името си по едноименното село, до което е разположен. Католиконът му е посветен на Йоан Кръстител. Основателите му са монаси от друг православен манастир, също така намиращ се в днешна Хърватия – Кърка, който пък е основан от Елена Неманич Шубич, сестра на Стефан Душан и съпруга на Младен III Шубич.
Намира се в областта Горски котар в Хърватия и според преданието е основан в годината на възстановяването на Печката патриаршия – 1557 г. Основаването му е свързано с първите сръбски поселища в областта – Върбовско и Моравица. Сърбите (власите) в областта са упреквани като ускоци, че се ширят и грабят от двете страни на военната граница.
Първите манастирски постройки до XVII век са дървени. Едва в началото на XVIII век са издигнати първите тухлени манастирски постройки за църква и общежитие. Манастирът преживява своя разцвет през този XVIII век, като в него възникват иконографска (Симеон Балтич и Йован Гърбич) и преписваческа школи.
Днес манастирът е женски. Възстановен е през 1967 г., а през 1975 г. е и осветен от тогавашния сръбски патриарх Герман.